# Tmesisternus bifuscomaculatus
Tmesisternus bifuscomaculatus là một loài bọ cánh cứng trong họ Cerambycidae.